# Oligodon annulifer
Espèce
Synonymes
- Simotes annulifer Boulenger, 1893

Statut de conservation UICN

 LC  : Préoccupation mineure
Oligodon annulifer est une espèce de serpent de la famille des Colubridae.

## Répartition
Cette espèce est endémique de Bornéo. Elle se rencontre au Brunei et dans l’État de Sabah en Malaisie.

## Description
Dans sa description Boulenger indique que le spécimen en sa possession, un juvénile, mesure 160 mm dont 30 mm pour la queue. Son dos est brun et présente 26 anneaux noirs renfermant de  grands ovales brun-jaunâtre. Ses flancs sont tachetés de noir et sont marqués de lignes verticales et obliques jaunes. Sa tête est brun jaunâtre avec une barre noire sur le front passant par l’œil et une marque en forme de Y inversé au niveau de la nuque. Sa face ventrale est blanchâtre avec une série de petites taches noires sur les côtés.

## Étymologie
Son nom d'espèce, du latin annŭli, « anneaux », et ferre, « porter », lui a été donné en référence à sa livrée.

## Publication originale
- Boulenger, 1893 : Description of new reptiles and batrachians obtained in Borneo by Mr. C. Hose and Mr. A. Everett. Proceedings of the Zoological Society of London, vol. 1893, p. 522-528 (texte intégral).